# Кантакузовка (Харьковская область)
Кантаку́зовка (укр. Кантакузівка) — село в Валковской городской общине Богодуховского района Харьковской области Украины.
Код КОАТУУ — 6321287504. Население по переписи 2001 г. составляет 123 (53/70 м/ж) человека.

## Географическое положение
Село Кантакузовка находится в начале балки в которой берет начало один из истоков реки Шляховая.
На расстоянии в 2 км расположены сёла Снежков и Водопой.
Рядом лесной массив (дуб, ясень).

## История
- 1908 — дата основания.

## Экономика
- В селе есть свинотоварная ферма.

## Объекты социальной сферы
- Школа.